# Svibnik
Svíbnik je naselje v Sloveniji.

## Geografija
Povprečna nadmorska višina naselja je 156 m.
Pomembnejše bližnje naselje je Črnomelj (2 km).